# Комплекс Свилара на реци Тамиш
Комплекс Свилара на реци Тамиш у Панчеву, састоји се из три објекта Свиларе (главне предионице), Надзорништва свиларства и стана надзорника свиларства. Подигнут је 1899. године и представља непокретно културно добро као споменик културе.

## Производња свиле
Комплекс се налази на левој обали Тамиша, где су сва три објекта комплекса су главним фасадама позиционирана на једној линији, паралелно са током реке. Свилара је отпочела са радом 1900. године, са 150 радника и производњом од 15000 до 17000kg свиле годишње. Производња свиле у Панчеву трајала је све до седамдесетих година 20. века, са умањеним капацитетом, да би 1967. године потпуно престала, а Свилара је претворена у фабрику за производњу гуме и пластике. Тих година је и култура гајења свилене бубе у Банату и Панчеву, после више од два и по века замрла.

## Архитектура комплекса
Све три зграде комплекса грађене су у стилу индустријске архитектуре, оплемењене разуђеношћу основа, разиграним крововима и складно обрађеним и декорисаним фасадама од фасадне опеке тамно окер боје, при чему је коришћено шаренило различитих слогова.
Зграда Свиларе је разуђене основе, која би се могла свести на облик крста. Паралелно са реком Тамиш пружа се главно крило предионице, док се два краћа крака пружају управно на њега. Већи део објекта има приземље и спрат, док крак према Тамишу има два спрата. У приземљу је скелетна конструкција са бетонским и челичним стубовима на којима постоји угравирана година градње, док је на спрату троугласта челична кровна решетка. Кров већег дела зграде је прекривен лименим плочама, док је кров крила према Тамишу сложен, покривен бибер црепом. Сви прозори су великих димензија, са филунзима и озиданим луцима. Кордонски венац је на крилу према Тамишу висок и сложен, док је на осталим деловима једноставан са конзолицама од исте врсте опеке.
Друге две зграде су много мањих димензија, зидане од опеке са дрвеном кровном конструкцијом и сложеним кровом покривеним бибер црепом. Поред историјских вредности везаних за развој индустрије у Панчеву и целом региону Јужног Баната, споменик културе има и изузетано значајну грађевинску структуру, са јединственом архитектуром и конструкционим детаљима, челичним стубовима и решеткастом челичном кровном конструкцијом главне предионице, који датирају из 1899. године, годину дана пре него што је решеткаста конструкција призната на Париској изложби. И поред низа година неадекватног коришћења и одржавања, као и мањих преправки и доградњи, сви објекти комплекса су у великој мери задржали своје аутентичне карактеристике.